# 2 Ceti
2 Ceti, som är stjärnans Flamsteed-beteckning, är en ensam stjärna belägen i den västra delen av stjärnbilden Valfisken. Den har en skenbar magnitud på 4,48 och är synlig för blotta ögat där ljusföroreningar ej förekommer. Baserat på parallaxmätning inom Hipparcosuppdraget på ca 12,0 mas, beräknas den befinna sig på ett avstånd på ca 272 ljusår (ca 83 parsek) från solen. Den rör sig bort från solen med en heliocentrisk radialhastighet på ca 8 km/s.

## Egenskaper
2 Ceti är en blå till vit underjättestjärna av spektralklass B9 IVn, som har ”diffusa” absorptionslinjer i spektret på grund av snabb rotation. Den har en massa som är ca 2,7 solmassor, en radie som är ca 2,8 solradier och utsänder från dess fotosfär ca 120 gånger mera energi än solen vid en effektiv temperatur av ca 11 400 K.
2 Ceti uppskattas ha en rotation av 116 till 237 km/s, och denna höga rotationshastighet ger stjärnan en ekvatorialradie som är 12 procent större än den polära radien. Ett överskott av infraröd strålning med en våglängd på 18 μm har observerats runt stjärnan av Akarisatelliten, vilket tyder på att den har ett omgivande stoftskiva.